# Hirtenhaus (Kötzschenbroda)
Das Hirtenhaus der ehemaligen Gemeinde Kötzschenbroda liegt am Anger Altkötzschenbroda 70 der sächsischen Stadt Radebeul. Das unter Denkmalschutz stehende, kleine Fachwerkhaus, das als Wohnung des Gemeindehirten wie auch als Armenhaus diente, beherbergt heute ein Landschaftsarchitekturbüro.

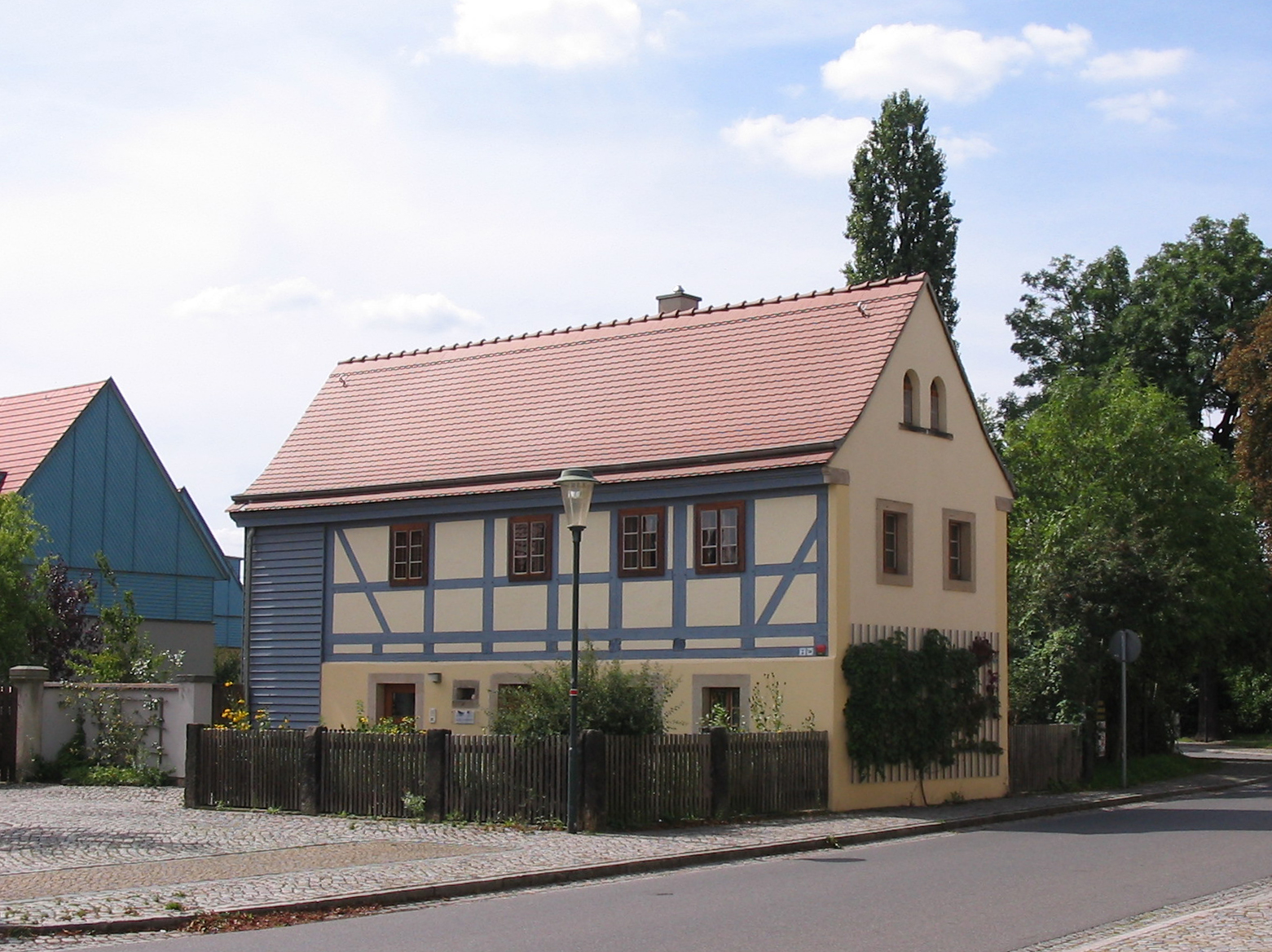
Das ehemalige Hirtenhaus

## Beschreibung

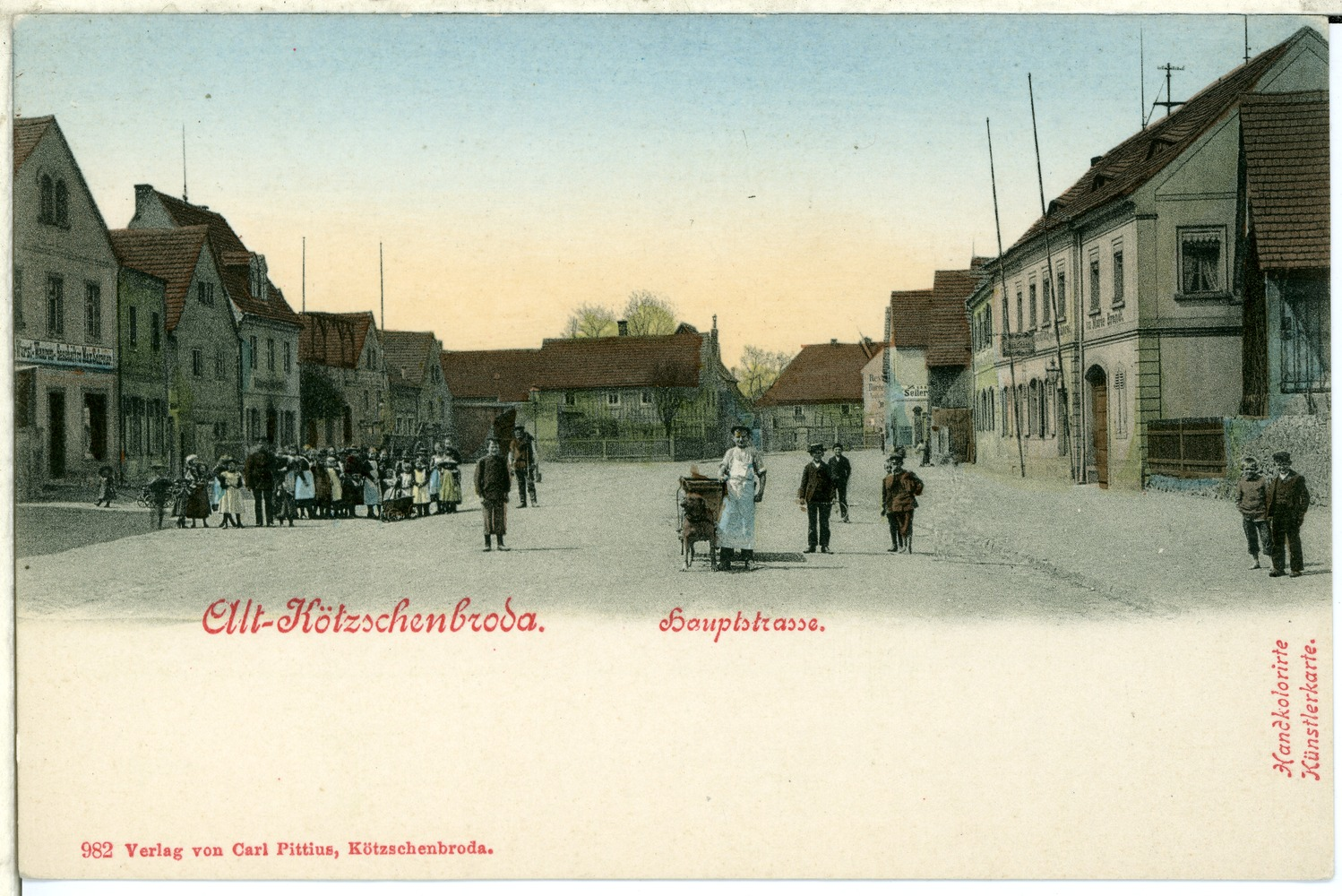
Blick über das Unterdorf, am westlichen Ende das Hirtenhaus (1899)

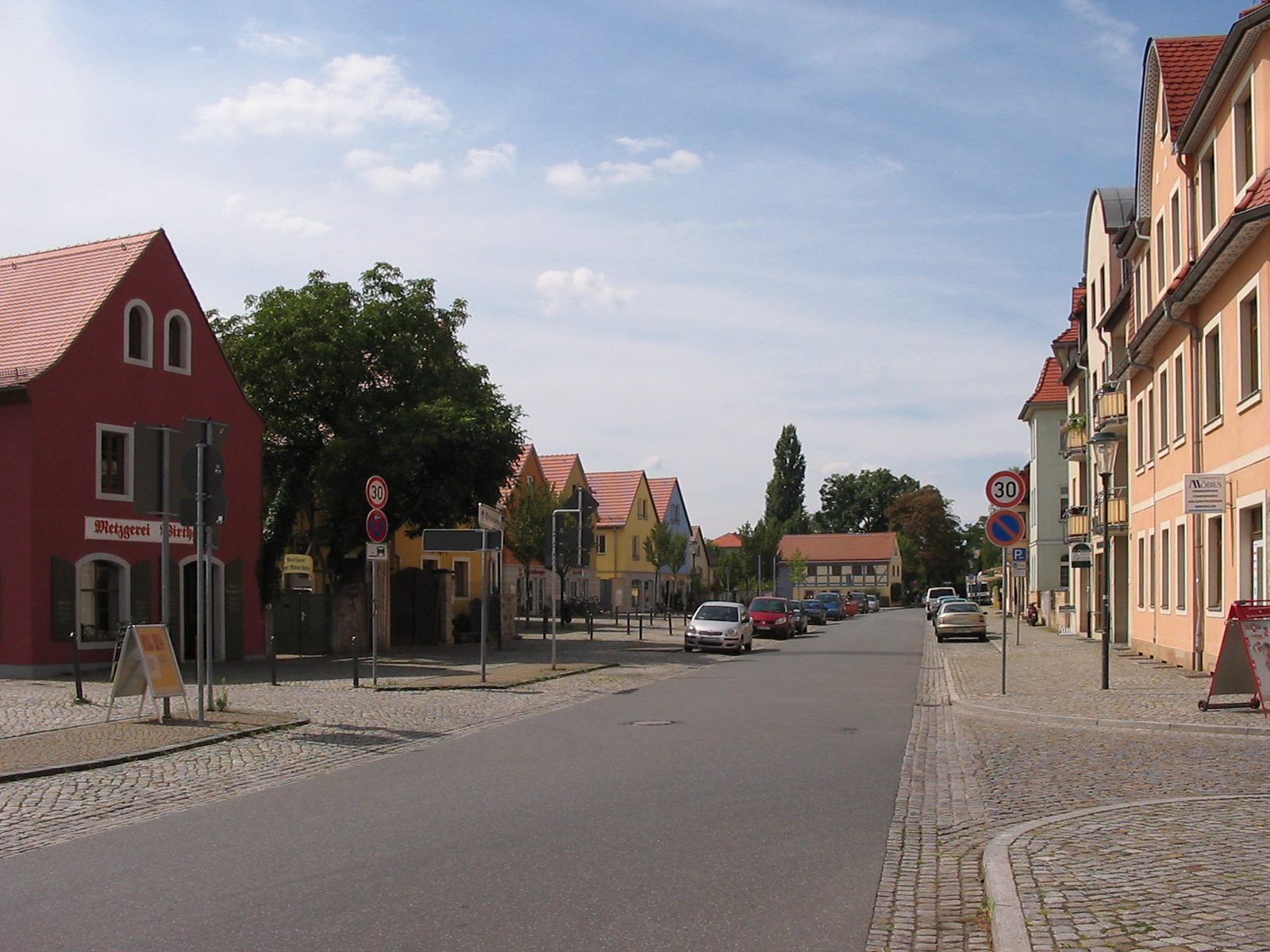
Blick über das Unterdorf, am westlichen Ende das Hirtenhaus (2008)

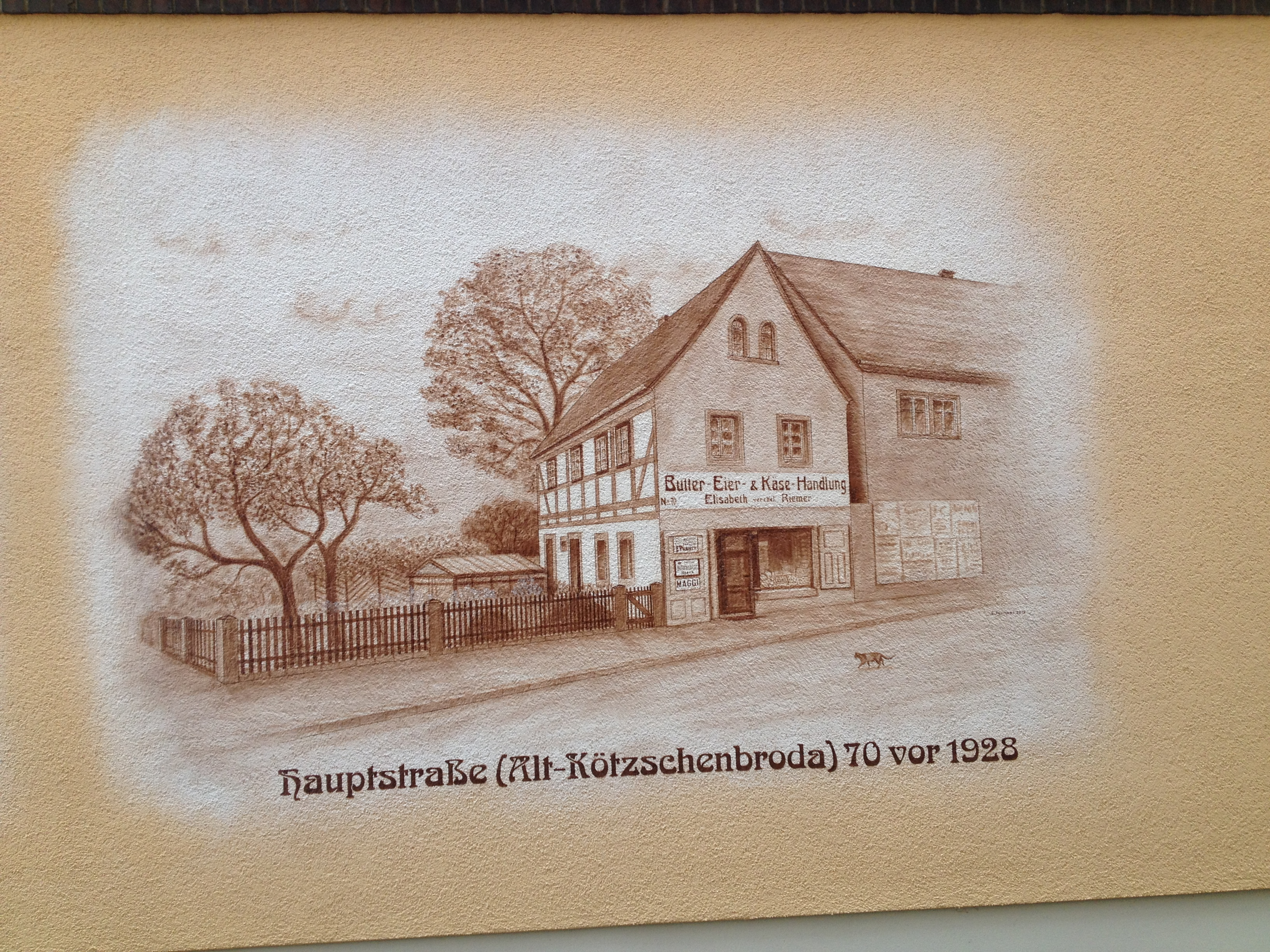
Nr. 70 vor 1928, mit zur Straße hin geöffneter Giebelseite, darin eine Butter-, Eier- und Käse-Handlung. Links daneben der Bauerngarten (Wandgemälde an der Bahnhofstraße 12)

Das vermutlich am Ende des 17. Jahrhunderts erbaute, typische Hirten- und Armenhaus war bis 1839 im Gemeindebesitz, gehörte also bis zur Gemeindegründung aufgrund der damals neuen Sächsischen Gemeindeordnung als Allmende der Altgemeinde der „Neunziger“.
Das kleine bäuerliche Wohnhaus, das mit seinem verputzten Giebel mit einer Breite von zwei Fensterachsen und den zwei Rundbogenfenstern zur Straße steht, bildete den westlichen Abschluss des Angers des Kötzschenbrodaer Unterdorfs. Heute steht es in einer Insellage, da seine ehemaligen Nachbarhäuser inzwischen abgerissen sind.
Die Traufseiten sind unten geputzt, das Obergeschoss besteht aus Fachwerk, obenauf liegt ein Satteldach. Das ehemals vier Fensterachsen lange Gebäude wurde zur Elbe hin ein Stück verlängert, wobei dieser Anbau nicht kaschiert wurde, sondern durch eine gelungene, querliegende Holzverschalung kenntlich gemacht ist. Auch die heutigen Fensterformate sowie die Lehmziegelbauweise im Innenraum entsprechen dem historischen Vorbild.
Das Hirtenhaus wurde nach über zehn Jahren Leerstand und Verfall durch die Inhaberin des Landschaftsarchitekturbüros fach- und denkmalgerecht saniert und in einer „Symbiose aus historischer Baukultur mit modernen Bedürfnissen“ behutsam erweitert, wofür sie 1999 den Radebeuler Bauherrenpreis erhielt. Die Anlage des sich vor der angerseitigen Traufseite befindlichen Angergartens in der Art eines ortstypischen Bauerngartens wurde für seine maßstabsetzende Wirkung im Jahr 2000 mit einem Sonderpreis für Freiflächen- und Gartengestaltung des Radebeuler Bauherrenpreises ausgezeichnet, zudem wurde er nach 2012 zu einer denkmalpflegerischen Nebenanlage erklärt.